# Lekkoatletyka na Letnich Igrzyskach Olimpijskich 1980 – bieg na 100 m mężczyzn
Bieg na 100 metrów mężczyzn podczas XXII Letnich Igrzysk Olimpijskich w Moskwie rozegrano 24 (eliminacje i ćwierćfinały) i 25 lipca 1980 (półfinały i finał) na Stadionie Łużniki. Zwycięzcą został reprezentant Wielkiej Brytanii Allan Wells.

## Rekordy
|                   | Zawodnik  | Narodowość        | Czas | Data                      | Miejsce |
| ----------------- | --------- | ----------------- | ---- | ------------------------- | ------- |
| Rekord świata     | Jim Hines | Stany Zjednoczone | 9,95 | 14 października 1968(dts) | Meksyk  |
| Rekord olimpijski | Jim Hines | Stany Zjednoczone | 9,95 | 14 października 1968(dts) | Meksyk  |

## Wyniki
| Poz. - pozycja |
| – rekord świata \| – rekord krajowy \| – rekord życiowy \| = – wyrównany rekord życiowy \| · – najlepszy wynik w sezonie \| = – wyrównany najlepszy wynik w sezonie \| – rekord olimpijski |
| Fn – falstart \| DNF – nie ukończył \| DNS – nie wystartował \| DSQ – zdyskwalifikowany |

### Eliminacje
Rozegrano dziewięć biegów eliminacyjnych. Do ćwierćfinałów awansowało po trzech najlepszych zawodników z każdego biegu oraz pięciu z najlepszymi czasami spośród pozostałych.

#### Bieg 1
Wiatr: −0,04 m/s
| Poz. | Zawodnik            | Narodowość        | Rezultat | Uwagi |
| ---- | ------------------- | ----------------- | -------- | ----- |
| 1    | Silvio Leonard      | Kuba              | 10,33    | Q     |
| 2    | Peter Okodogbe      | Nigeria           | 10,39    | Q     |
| 3    | Chris Brathwaite    | Trynidad i Tobago | 10,44    | Q     |
| 4    | Klaus-Dieter Kurrat | NRD               | 10,53    | q     |
| 5    | Charles Kachenjela  | Zambia            | 11,03    |       |
| 6    | John Carew          | Sierra Leone      | 11,11    |       |
| 7    | Marc Larose         | Seszele           | 11,27    |       |

#### Bieg 2
Wiatr: +0,04 m/s
| Poz. | Zawodnik              | Narodowość | Rezultat | Uwagi |
| ---- | --------------------- | ---------- | -------- | ----- |
| 1    | Pietro Mennea         | Włochy     | 10,56    | Q     |
| 2    | Lambros Kefalas       | Grecja     | 10,70    | Q     |
| 3    | Katsuhiko Nakaya      | Brazylia   | 10,72    | Q     |
| 4    | Momar N’Dao           | Senegal    | 10,73    |       |
| 5    | Eduardo Costa         | Mozambik   | 11,02    |       |
| 6    | Lucien Josiah         | Botswana   | 11,15    |       |
| 7    | Soutsakhone Somninhom | Laos       | 11,69    |       |

#### Bieg 3
Wiatr: +0,43 m/s
| Poz. | Zawodnik          | Narodowość   | Rezultat | Uwagi |
| ---- | ----------------- | ------------ | -------- | ----- |
| 1    | Aleksandr Aksinin | ZSRR         | 10,26    | Q     |
| 2    | Leszek Dunecki    | Polska       | 10,42    | Q     |
| 3    | Nelson dos Santos | Brazylia     | 10,51    | Q     |
| 4    | Hammed Adio       | Nigeria      | 10,58    | q     |
| 5    | Nabil Nahri       | Syria        | 10,67    |       |
| 6    | Mwalimu Ally      | Tanzania     | 10,86    |       |
| 7    | Rudolph George    | Sierra Leone | 11,37    |       |

#### Bieg 4
Wiatr: −0,23 m/s
| Poz. | Zawodnik          | Narodowość | Rezultat | Uwagi |
| ---- | ----------------- | ---------- | -------- | ----- |
| 1    | Petyr Petrow      | Bułgaria   | 10,32    | Q     |
| 2    | Władimir Murawjow | ZSRR       | 10,37    | Q     |
| 3    | Osvaldo Lara      | Kuba       | 10,39    | Q     |
| 4    | Antoine Richard   | Francja    | 10,51    | q     |
| 5    | Pascal Aho        | Benin      | 11,01    |       |
| 6    | Joseph Letseka    | Lesotho    | 11,21    |       |
| 7    | Ilídio Coelho     | Angola     | 11,42    |       |
| 8    | Besha Tuffa       | Etiopia    | 11,55    |       |

#### Bieg 5
Wiatr: +0,88 m/s
| Poz. | Zawodnik        | Narodowość        | Rezultat | Uwagi |
| ---- | --------------- | ----------------- | -------- | ----- |
| 1    | Eugen Ray       | NRD               | 10,38    | Q     |
| 2    | Hasely Crawford | Trynidad i Tobago | 10,42    | Q     |
| 3    | Drew McMaster   | Wielka Brytania   | 10,43    | Q     |
| 4    | Gerardo Suero   | Dominikana        | 10,53    | q     |
| 5    | Roland Dagher   | Liban             | 11,01    |       |
| 6    | Sheku Boima     | Sierra Leone      | 11,08    |       |
| 7    | Raghu Raj Onta  | Nepal             | 11,61    |       |

#### Bieg 6
Wiatr: −0,02 m/s
| Poz. | Zawodnik           | Narodowość | Rezultat | Uwagi |
| ---- | ------------------ | ---------- | -------- | ----- |
| 1    | Sören Schlegel     | NRD        | 10,44    | Q     |
| 2    | Hermann Panzo      | Francja    | 10,53    | Q     |
| 3    | Tomás González     | Kuba       | 10,65    | Q     |
| 4    | Antoine Kiakouama  | Kongo      | 10,69    |       |
| 5    | Milton de Castro   | Brazylia   | 10,74    |       |
| 6    | Boubacar Diallo    | Senegal    | 10,75    |       |
| 7    | Adille Sumariwalla | Indie      | 11,04    |       |

#### Bieg 7
Wiatr: −0,12 m/s
| Poz. | Zawodnik            | Narodowość      | Rezultat | Uwagi |
| ---- | ------------------- | --------------- | -------- | ----- |
| 1    | Allan Wells         | Wielka Brytania | 10,35    | Q     |
| 2    | Don Quarrie         | Jamajka         | 10,37    | Q     |
| 3    | Krzysztof Zwoliński | Polska          | 10,60    | Q     |
| 4    | Iwajło Karanjotow   | Bułgaria        | 10,66    |       |
| 5    | István Tatár        | Węgry           | 10,69    |       |
| 6    | Mario Westbroek     | Holandia        | 10,91    |       |
| 7    | Oddur Sigurðsson    | Islandia        | 10,94    |       |

#### Bieg 8
Wiatr: −0,14 m/s
| Poz. | Zawodnik               | Narodowość      | Rezultat | Uwagi |
| ---- | ---------------------- | --------------- | -------- | ----- |
| 1    | James Gilkes           | Gujana          | 10,34    | Q     |
| 2    | Cameron Sharp          | Wielka Brytania | 10,38    | Q     |
| 3    | Théophile Nkounkou     | Kongo           | 10,53    | Q     |
| 4    | István Nagy            | Węgry           | 10,68    |       |
| 5    | David Lukuba           | Tanzania        | 10,74    |       |
| 6    | Paul Haba              | Gwinea          | 11,19    |       |
| 7    | Abdul Majeed Al-Mosawi | Kuwejt          | 11,28    |       |

#### Bieg 9
Wiatr: +0,26 m/s
| Poz. | Zawodnik           | Narodowość        | Rezultat | Uwagi |
| ---- | ------------------ | ----------------- | -------- | ----- |
| 1    | Grégoire Illorson  | Kamerun           | 10,34    | Q     |
| 2    | Marian Woronin     | Polska            | 10,35    | Q     |
| 3    | Andriej Szlapnikow | ZSRR              | 10,43    | Q     |
| 4    | Olajidie Oyeledun  | Nigeria           | 10,59    | q     |
| 5    | Francis Adams      | Trynidad i Tobago | 10,80    |       |
| 6    | Peter Mwita        | Tanzania          | 11,07    |       |
| 7    | Salif Koné         | Mali              | 11,07    |       |
| 8    | José Luis Elias    | Peru              | 13,66    |       |

### Ćwierćfinały
Rozegrano cztery biegi ćwierćfinałowe. Do półfinałów awansowało po czterech najlepszych zawodników z każdego biegu.

#### Bieg 1
Wiatr: +1,31 m/s
| Poz. | Zawodnik          | Narodowość        | Rezultat | Uwagi |
| ---- | ----------------- | ----------------- | -------- | ----- |
| 1    | Allan Wells       | Wielka Brytania   | 10,11    | Q,    |
| 2    | Petyr Petrow      | Bułgaria          | 10,13    | Q,    |
| 3    | Osvaldo Lara      | Kuba              | 10,21    | Q     |
| 4    | Pietro Mennea     | Włochy            | 10,27    | Q     |
| 5    | Hasely Crawford   | Trynidad i Tobago | 10,28    |       |
| 5    | Sören Schlegel    | NRD               | 10,28    |       |
| 7    | Nelson dos Santos | Brazylia          | 10,45    |       |
| 8    | Lambros Kefalas   | Grecja            | 10,62    |       |

#### Bieg 2
Wiatr: +0,19 m/s
| Poz. | Zawodnik           | Narodowość        | Rezultat | Uwagi |
| ---- | ------------------ | ----------------- | -------- | ----- |
| 1    | Silvio Leonard     | Kuba              | 10,16    | Q     |
| 2    | Marian Woronin     | Polska            | 10,27    | Q     |
| 3    | Eugen Ray          | NRD               | 10,30    | Q     |
| 4    | Chris Brathwaite   | Trynidad i Tobago | 10,37    | Q     |
| 5    | Andriej Szlapnikow | ZSRR              | 10,41    |       |
| 6    | Théophile Nkounkou | Kongo             | 10,59    |       |
| 7    | Hammed Adio        | Nigeria           | 10,67    |       |
| 8    | Katsuhiko Nakaya   | Brazylia          | 10,70    |       |

#### Bieg 3
Wiatr: +0,22 m/s
| Poz. | Zawodnik          | Narodowość      | Rezultat | Uwagi |
| ---- | ----------------- | --------------- | -------- | ----- |
| 1    | Aleksandr Aksinin | ZSRR            | 10,29    | Q     |
| 2    | Don Quarrie       | Jamajka         | 10,29    | Q     |
| 3    | Hermann Panzo     | Francja         | 10,29    | Q     |
| 4    | Peter Okodogbe    | Nigeria         | 10,34    | Q     |
| 5    | Leszek Dunecki    | Polska          | 10,40    |       |
| 6    | Drew McMaster     | Wielka Brytania | 10,42    |       |
| 7    | Tomás González    | Kuba            | 10,44    |       |
| 8    | Gerardo Suero     | Dominikana      | 10,57    |       |

#### Bieg 4
Wiatr: +0,26 m/s
| Poz. | Zawodnik            | Narodowość      | Rezultat | Uwagi |
| ---- | ------------------- | --------------- | -------- | ----- |
| 1    | James Gilkes        | Gujana          | 10,26    | Q     |
| 2    | Grégoire Illorson   | Kamerun         | 10,29    | Q     |
| 3    | Władimir Murawjow   | ZSRR            | 10,34    | Q     |
| 4    | Cameron Sharp       | Wielka Brytania | 10,38    | Q     |
| 5    | Antoine Richard     | Francja         | 10,45    |       |
| 6    | Klaus-Dieter Kurrat | NRD             | 10,54    |       |
| 7    | Krzysztof Zwoliński | Polska          | 10,54    |       |
| 8    | Olajidie Oyeledun   | Nigeria         | 10,73    |       |

### Półfinały
Rozegrano dwa biegi półfinałowe. Do finału awansowało po czterech najlepszych zawodników z każdego biegu.

#### Bieg 1
Wiatr: +0,44 m/s
| Poz. | Zawodnik          | Narodowość      | Rezultat | Uwagi |
| ---- | ----------------- | --------------- | -------- | ----- |
| 1    | Petyr Petrow      | Bułgaria        | 10,39    | Q     |
| 2    | Silvio Leonard    | Kuba            | 10,40    | Q     |
| 3    | Aleksandr Aksinin | ZSRR            | 10,45    | Q     |
| 4    | Hermann Panzo     | Francja         | 10,45    | Q     |
| 5    | Don Quarrie       | Jamajka         | 10,55    |       |
| 6    | Pietro Mennea     | Włochy          | 10,58    |       |
| 7    | Cameron Sharp     | Wielka Brytania | 10,60    |       |
| 7    | Grégoire Illorson | Kamerun         | 10,60    |       |

#### Bieg 2
Wiatr: +0,44 m/s
| Poz. | Zawodnik          | Narodowość        | Rezultat | Uwagi |
| ---- | ----------------- | ----------------- | -------- | ----- |
| 1    | Allan Wells       | Wielka Brytania   | 10,27    | Q     |
| 2    | Osvaldo Lara      | Kuba              | 10,34    | Q     |
| 3    | Władimir Murawjow | ZSRR              | 10,42    | Q     |
| 4    | Marian Woronin    | Polska            | 10,43    | Q     |
| 5    | James Gilkes      | Gujana            | 10,44    |       |
| 6    | Eugen Ray         | NRD               | 10,47    |       |
| 7    | Peter Okodogbe    | Nigeria           | 10,51    |       |
| 8    | Chris Brathwaite  | Trynidad i Tobago | 10,54    |       |

### Finał
Wiatr: +1,11 m/s
| Poz. | Zawodnik          | Narodowość      | Rezultat |
| ---- | ----------------- | --------------- | -------- |
| 1    | Allan Wells       | Wielka Brytania | 10,25    |
| 2    | Silvio Leonard    | Kuba            | 10,25    |
| 3    | Petyr Petrow      | Bułgaria        | 10,39    |
| 4    | Aleksandr Aksinin | ZSRR            | 10,42    |
| 5    | Osvaldo Lara      | Kuba            | 10,43    |
| 6    | Władimir Murawjow | ZSRR            | 10,44    |
| 7    | Marian Woronin    | Polska          | 10,46    |
| 8    | Hermann Panzo     | Francja         | 10,49    |